# Yumbi (territorium)
Yumbi är ett territorium i Kongo-Kinshasa. Det ligger i provinsen Mai-Ndombe, i den västra delen av landet, 280 km nordost om huvudstaden Kinshasa.